# Хорст (Передняя Померания)
Хорст (нем. Horst) — община в Германии, в земле Мекленбург-Передняя Померания.
Входит в состав района Северная Передняя Померания. Подчиняется управлению Мильцов. Население составляет 516 человек (на 31 декабря 2006 года). Занимает площадь 29,66 км².

## Ссылки

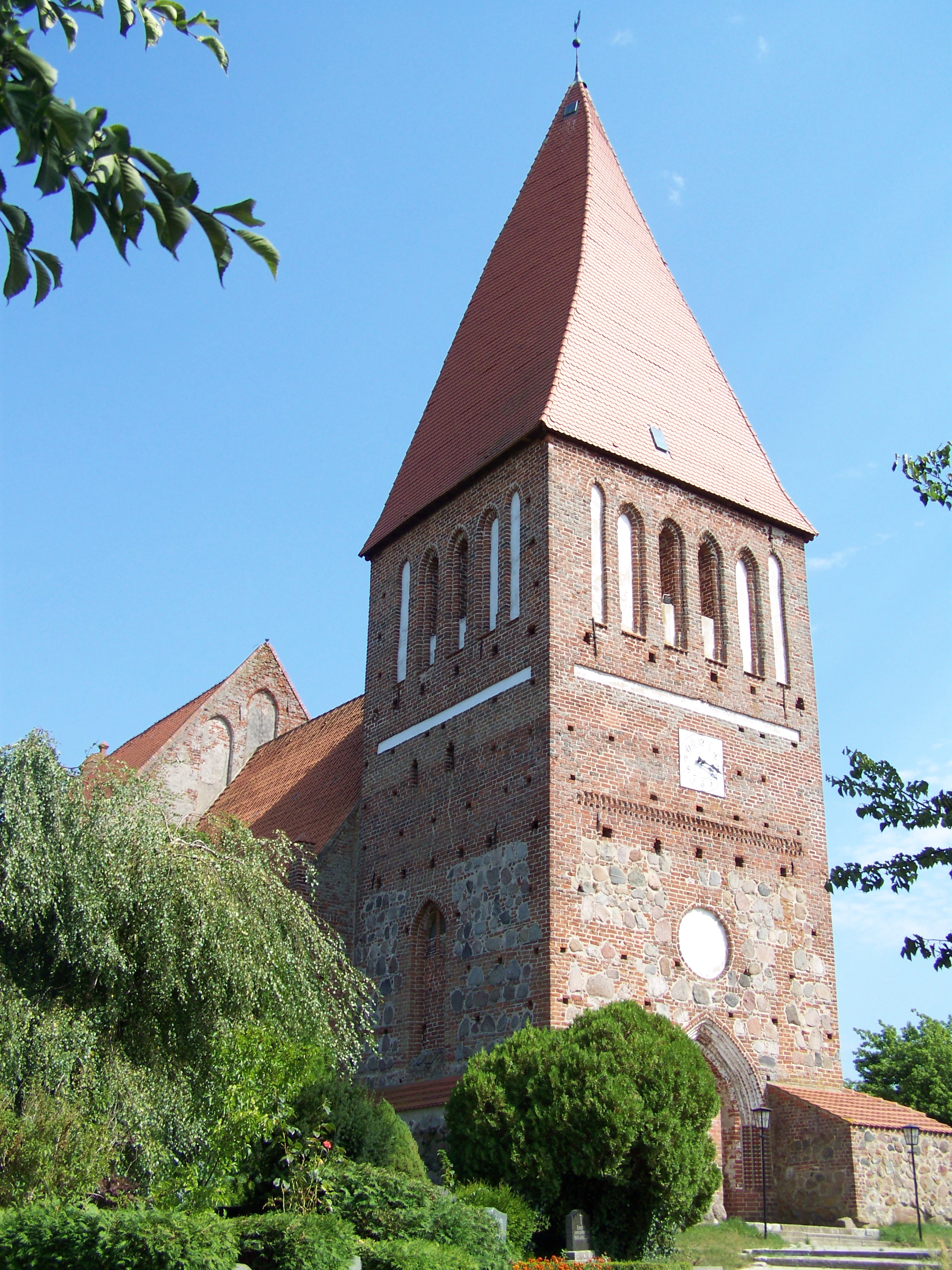